# Patrimoni dell'umanità dell'Albania
I patrimoni dell'umanità dell'Albania sono i siti dichiarati dall'UNESCO come patrimonio dell'umanità in Albania.

## Siti

### Patrimonio mondiale
| Foto | Sito                                                                | Tipo                        | Anno | Descrizione |
| ---- | ------------------------------------------------------------------- | --------------------------- | ---- | --- |
|      | Butrinto                                                            | Culturale (570; iii)        | 1992 | Antica città greca, poi romana. Dopo un periodo di abbandono fu occupata dai Bizantini, dagli Angioini e dai veneziani, per essere definitivamente abbandonata nel tardo Medioevo. Tra i siti: un teatro greco, un battistero, una basilica del IX secolo e fortificazioni.                                                                                        |
|      | Centri storici di Berat e Argirocastro                              | Culturale (569; iii, iv)    | 2005 | Architettura tipica del periodo ottomano. Berat testimonia la coesistenza di varie comunità religiose e culturali nel corso dei secoli; tra i principali siti: castello del XIII secolo, chiese bizantine del XIII secolo e moschee del XV secolo. Argirocastro ha case a due piani del XVII secolo: conserva un bazar, una moschea e due chiese del XVIII secolo. |
|      | Antiche faggete primordiali dei Carpazi e di altre regioni d'Europa | Naturale (1133; ix)         | 2017 | Comprende il fiume Gashi a Tropojë, nel nord-est dell'Albania, e le antiche faggete di Rrajcë a Peqin, nell'Albania centrale. |
|      | Patrimonio naturale e culturale della regione di Ocrida             | Misto (99; i, iii, iv, vii) | 2019 | L'area intorno alla città di Pogradec, sulle rive del lago di Ocrida, fu abitata dagli Illiri nel V secolo a.C. e poi da Romani e Slavi. Resti della Via Egnatia a testimonianza del periodo romano, mentre le rovine della chiesa paleocristiana di Lin con mosaici pavimentali testimoniano la presenza del cristianesimo.                                       |

### Candidati
| Foto | Sito                           | Tipo               | Anno | Descrizione |
| ---- | ------------------------------ | ------------------ | ---- | --- |
|      | Anfiteatro romano di Durazzo   | Culturale (v)      | 1996 | Edificato probabilmente nel II secolo, aveva una capienza di 20 000 spettatori: venne gradualmente abbandonato a partire dal IV secolo. Scavi sistematici sono stati effettuati a partire dal 1966.                                                           |
|      | Tombe reali di Selcë e Poshtme | Culturale (iii)    | 1996 | Situate vicino alla città di Pogradec, furono edificate nel III secolo a.C., direttamente scolpite nella roccia. Costruite per seppellire i re illirici, furono successivamente riutilizzate.                                                                 |
|      | Apollonia                      | Misto (ii, iii, x) | 2014 | Fondata probabilmente nel VI secolo a.C. dai coloni greci, fiorì nel IV secolo a.C. divenendo un importante centro commerciale ed economico. In epoca romana, fu una delle porte di accesso alla Via Egnatia. La città venne abbandonata durante il Medioevo. |
|      | Castello di Bashtovë           | Culturale (iv)     | 2017 | Venne edificato dai veneziani per proteggere le rotte marittime. Fu conquistato dagli ottomani nel 1478 che apportarono modifiche strutturali. Si conservano due torri circolari e una torre rettangolare.                                                    |